# Jamaal Torrance
Jamaal Torrance, född den 20 juli 1983, är en amerikansk friidrottare som tävlar i kortdistanslöpning.
Torrance deltog i det amerikanska stafettlag över 4 x 400 meter, tillsammans med James Davis, Greg Nixon och Kelly Willie vann guld vid Inomhus-VM 2008 i Valencia

## Personligt rekord
- 400 meter - 45,19